# Mössingen
Mössingen – miasto w Niemczech, w kraju związkowym Badenia-Wirtembergia, w rejencji Tybinga, siedziba regionu Neckar-Alb, w powiecie Tybinga, oraz siedziba wspólnoty administracyjnej Mössingen. Leży w Jurze Szwabskiej, nad rzeką Steinlach, ok. 12 km na południe od Tybingi, przy drodze krajowej B27.